# عزلة بني علي (المحويت)

تعديل مصدري - تعديل

عزلة بني علي هي إحدى عزل مديرية ملحان في محافظة المحويت اليمنية ويبلغ تعداد سكانها 4611 نسمة حسب التعداد السكاني في اليمن لعام 2004.